# Maskinvara

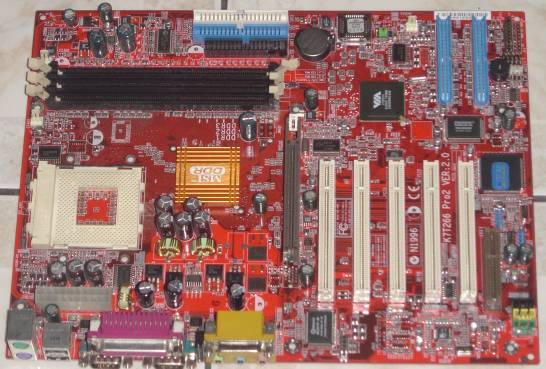
Ett moderkort är en typ av hårdvara.

Maskinvara, eller vanligtvis hårdvara, är samlingsnamn för en dators fysiska delar. Ordet hårdvara är en direktöversättning av engelskans hardware som betyder ungefär järnvaror, sådant man köper i en järnhandel (hardware store).
Hårdvara i en dator är alla de saker som man kan ta på, till exempel grafikkort, cd-spelare och i förlängningen även sladdar. Motsatsen kallas programvara eller mjukvara och det är alla de program som används i datorn.

## Exempel på hårdvara
- PC-hårdvara:
  - Moderkort (MB) (Motherboard)
  - Processor (CPU) (Central Processing Unit)
  - Grafikkort (GPU) (Graphics Processing Unit)
  - Hårddisk (HDD) (Hard Disk Drive)
  - Diskettstation och disketter
  - Ljudkort
  - Nätaggregat
  - RAM och ROM (Random Access Memory) (Read-only Memory)
  - IDE / P-ATA / Serial ATA
  - CD / DVD (Compact Disc) (Digital Versatile Disc)
- Chip
- ASIC
- ZIF